# Escueillens-et-Saint-Just-de-Bélengard
Escueillens-et-Saint-Just-de-Bélengard  est une commune française, située dans l'ouest du département de l'Aude en région Occitanie.
Sur le plan historique et culturel, la commune fait partie du Razès, un pays historiquement très étendu, qui ne se résume aujourd'hui qu'aux collines de la Malepère et au bas Razès au centre et au sud, limité par le pays de Sault. Exposée à un climat méditerranéen, elle est drainée par la Vixiège, le Sou, le ruisseau de Maraing et par divers autres petits cours d'eau. La commune possède un patrimoine naturel remarquable composé de deux zones naturelles d'intérêt écologique, faunistique et floristique.
Escueillens-et-Saint-Just-de-Bélengard est une commune rurale qui compte 151 habitants en 2022, après avoir connu un pic de population de 335 habitants en 1841. Elle fait partie de l'aire d'attraction de Limoux. Ses habitants sont appelés les Escueillengardois et ses habitantes les Escueillengardoises.

## Géographie

### Communes limitrophes
Les communes limitrophes sont  Bellegarde-du-Razès, Hounoux, Lignairolles, Montgradail, Monthaut, Peyrefitte-du-Razès, Saint-Gaudéric, Seignalens et Val de Lambronne.
| Saint-Gaudéric, Seignalens | Hounoux                                | Montgradail         |
| Lignairolles               | Escueillens-et-Saint-Just-de-Bélengard | Bellegarde-du-Razès |
| Val de Lambronne           | Peyrefitte-du-Razès                    | Monthaut            |

### Géologie et relief
Escueillens-et-Saint-Just-de-Bélengard se situe en zone de sismicité 2 (sismicité faible).

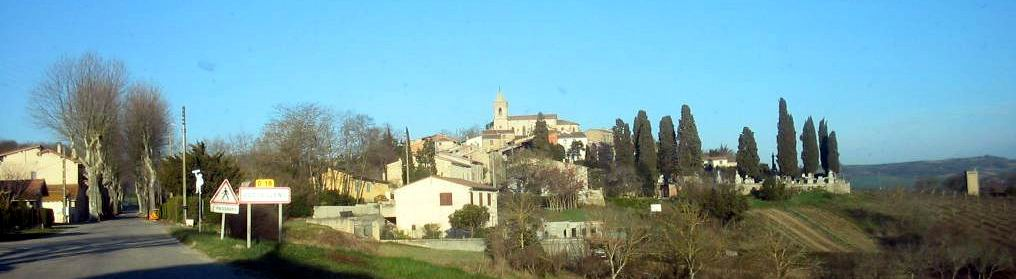
Vue panoramique de Escueillens coté Est.

### Hydrographie
La commune est dans la région hydrographique « Côtiers méditerranéens », au sein du bassin hydrographique Rhône-Méditerranée-Corse. Elle est drainée par la Vixiège, le Sou, le ruisseau de Maraing, le ruisseau de Candérou, le ruisseau d'Escueillens et le ruisseau Maire, qui constituent un réseau hydrographique de 8 km de longueur totale,.
La Vixiège, d'une longueur totale de 33,6 km, prend sa source dans la commune de Saint-Gaudéric et s'écoule du sud vers le nord, puis vers l'ouest et à nouveau vers le nord. Elle traverse la commune et se jette dans l'Hers-Vif à Belpech, après avoir traversé 19 communes.
Le Sou, d'une longueur totale de 17,2 km, prend sa source dans la commune de Massac et s'écoule vers le nord. Il traverse la commune et se jette dans l'Orbieu à Vignevieille, après avoir traversé 4 communes.

### Climat
Pour des articles plus généraux, voir Climat de l'Occitanie et Climat de l'Aude.
En 2010, le climat de la commune est de type climat méditerranéen altéré, selon une étude s'appuyant sur une série de données couvrant la période 1971-2000. En 2020, Météo-France publie une typologie des climats de la France métropolitaine dans laquelle la commune est dans une zone de transition entre le climat océanique altéré et le climat de montagne ou de marges de montagne et est dans la région climatique Pyrénées orientales, caractérisée par une faible pluviométrie, un très bon ensoleillement (2 600 h/an), un air sec, particulièrement en hiver et peu de brouillards.
Pour la période 1971-2000, la température annuelle moyenne est de 12,8 °C, avec  une amplitude thermique annuelle de 15,9 °C. Le cumul annuel moyen de précipitations est de 845 mm, avec 9,7 jours de précipitations en janvier et 5,6 jours en juillet. Pour la période 1991-2020 la température moyenne annuelle observée sur la station météorologique la plus proche, située sur la commune d'Alaigne à 6 km à vol d'oiseau, est de 14,0 °C et le cumul annuel moyen de précipitations est de 673,6 mm,. Pour l'avenir, les paramètres climatiques de la commune estimés pour 2050 selon différents scénarios d’émission de gaz à effet de serre sont consultables sur un site dédié publié par Météo-France en novembre 2022.

### Milieux naturels et biodiversité
L’inventaire des zones naturelles d'intérêt écologique, faunistique et floristique (ZNIEFF) a pour objectif de réaliser une couverture des zones les plus intéressantes sur le plan écologique, essentiellement dans la perspective d’améliorer la connaissance du patrimoine naturel national et de fournir aux différents décideurs un outil d’aide à la prise en compte de l’environnement dans l’aménagement du territoire.
Une ZNIEFF de type 1 est recensée sur la commune :
le « bois d'en Bas et bois de Borreil » (2 974 ha), couvrant 8 communes dont 1 dans l'Ariège et 7 dans l'Aude et une ZNIEFF de type 2, : 
la « bordure orientale de la Piège » (11 102 ha), couvrant 22 communes du département.

Carte des ZNIEFF de type 1 et 2 à Escueillens-et-Saint-Just-de-Bélengard.
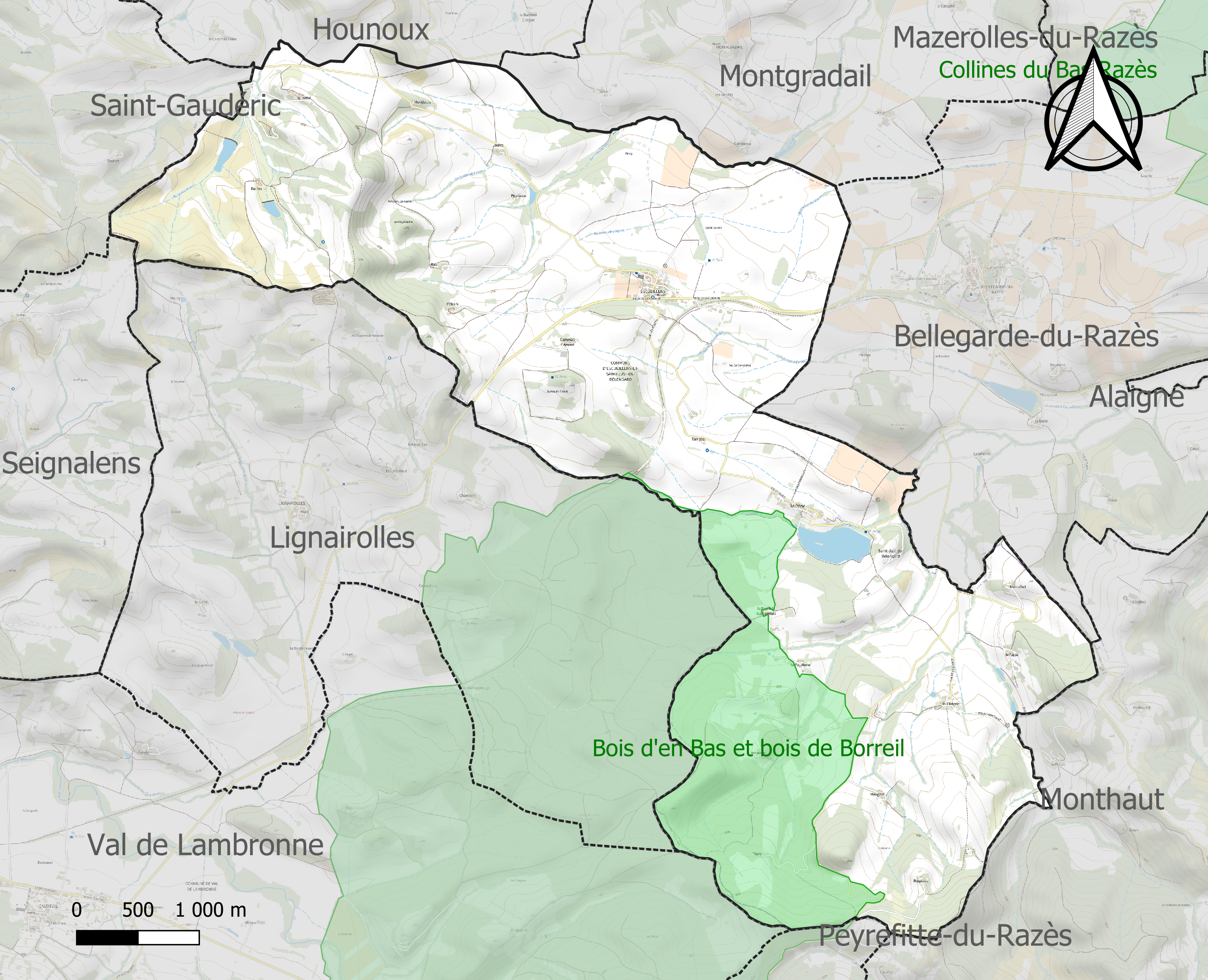
Carte de la ZNIEFF de type 1 sur la commune.
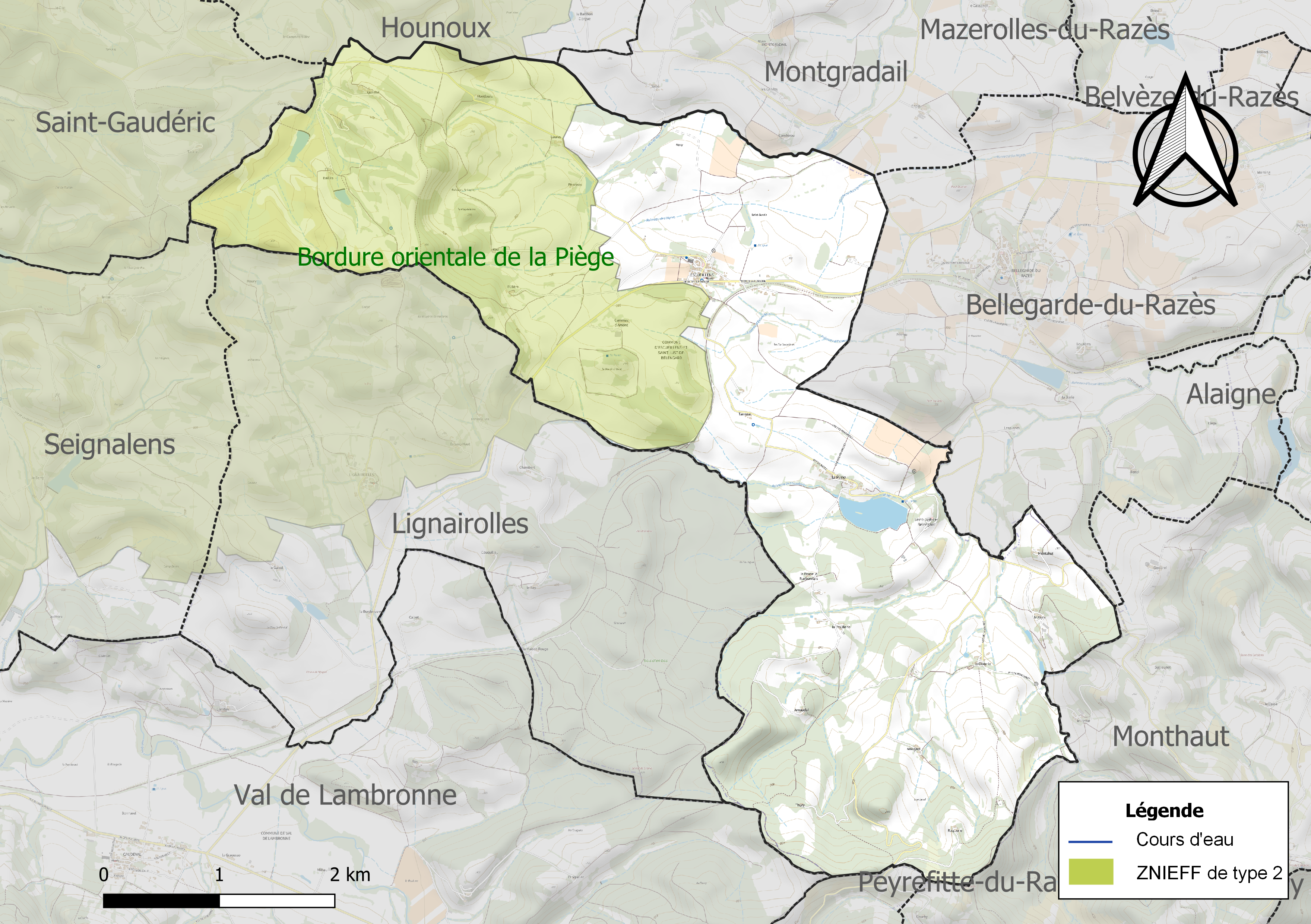
Carte de la ZNIEFF de type 2 sur la commune.

## Urbanisme

### Typologie
Au 1er janvier 2024, Escueillens-et-Saint-Just-de-Bélengard est catégorisée commune rurale à habitat très dispersé, selon la nouvelle grille communale de densité à 7 niveaux définie par l'Insee en 2022.
Elle est située hors unité urbaine. Par ailleurs la commune fait partie de l'aire d'attraction de Limoux, dont elle est une commune de la couronne,. Cette aire, qui regroupe 39 communes, est catégorisée dans les aires de moins de 50 000 habitants,.

### Occupation des sols
L'occupation des sols de la commune, telle qu'elle ressort de la base de données européenne d’occupation biophysique des sols Corine Land Cover (CLC), est marquée par l'importance des territoires agricoles (87,3 % en 2018), une proportion identique à celle de 1990 (87,3 %). La répartition détaillée en 2018 est la suivante : 
zones agricoles hétérogènes (73,6 %), prairies (13,6 %), forêts (12,7 %), cultures permanentes (0,2 %). L'évolution de l’occupation des sols de la commune et de ses infrastructures peut être observée sur les différentes représentations cartographiques du territoire : la carte de Cassini (XVIIIe siècle), la carte d'état-major (1820-1866) et les cartes ou photos aériennes de l'IGN pour la période actuelle (1950 à aujourd'hui).

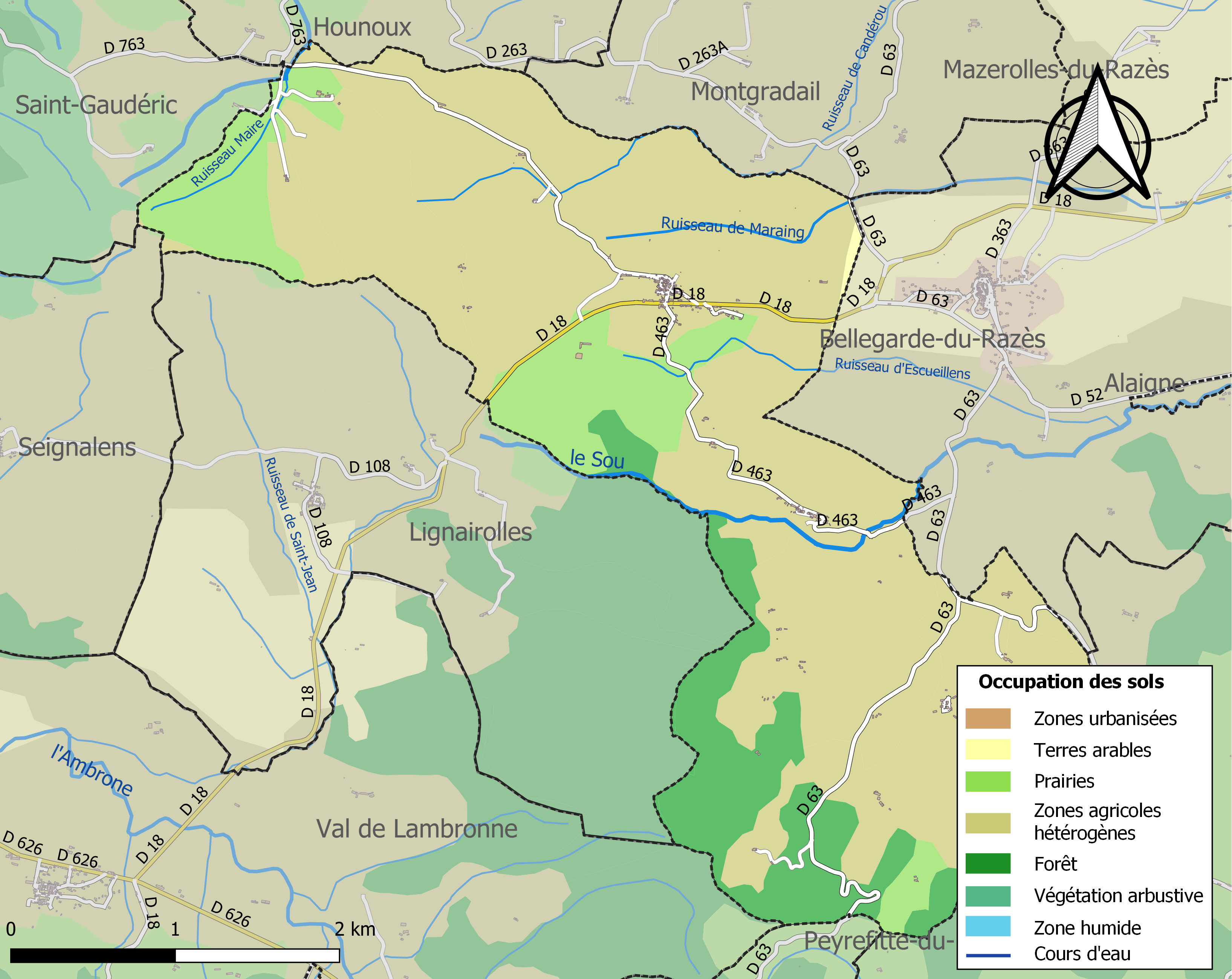
Carte des infrastructures et de l'occupation des sols de la commune en 2018 (CLC).

### Risques majeurs
Le territoire de la commune d'Escueillens-et-Saint-Just-de-Bélengard est vulnérable à différents aléas naturels : météorologiques (tempête, orage, neige, grand froid, canicule ou sécheresse) et séisme (sismicité faible). Un site publié par le BRGM permet d'évaluer simplement et rapidement les risques d'un bien localisé soit par son adresse soit par le numéro de sa parcelle.

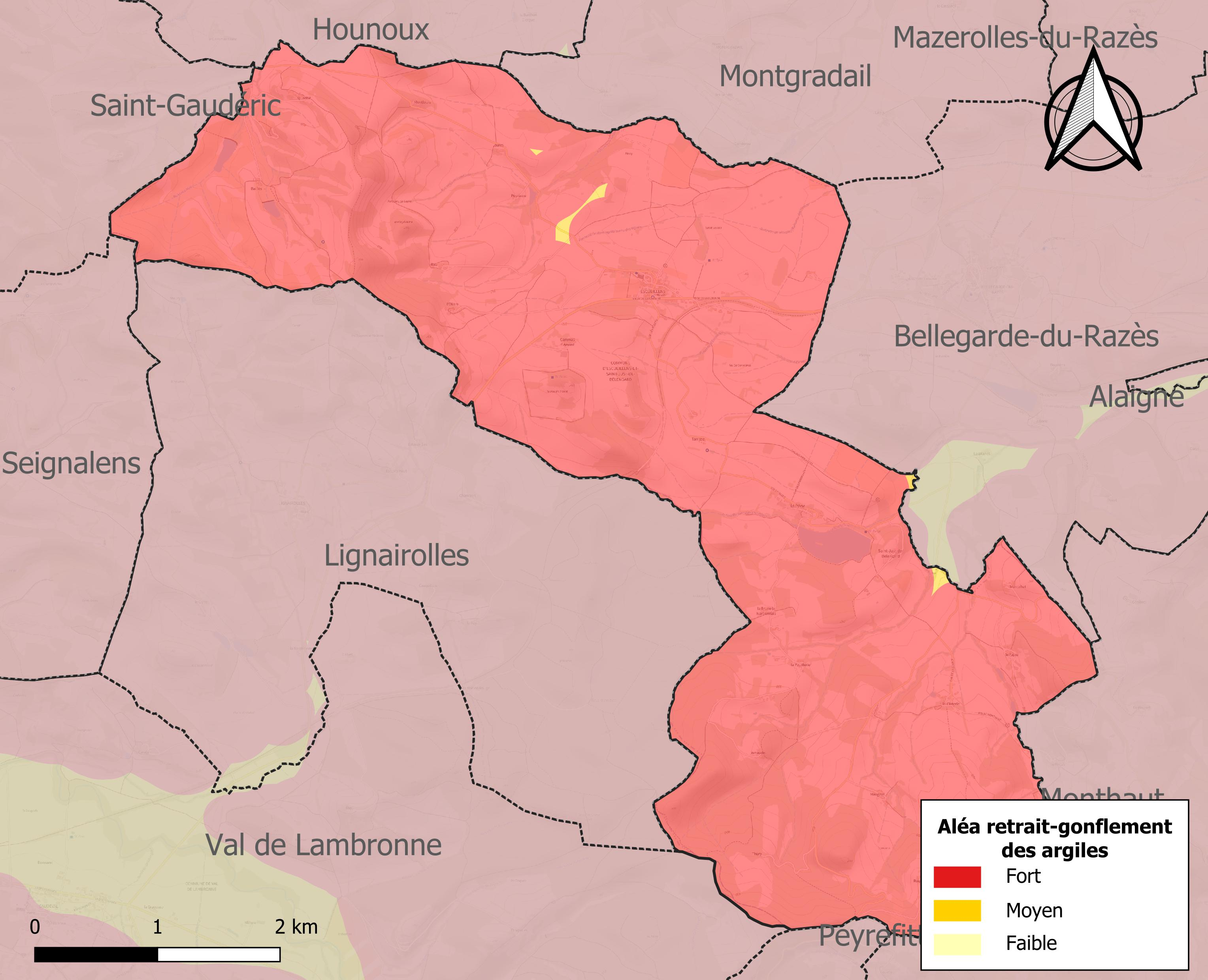
Carte des zones d'aléa retrait-gonflement des sols argileux d'Escueillens-et-Saint-Just-de-Bélengard.

Le retrait-gonflement des sols argileux est susceptible d'engendrer des dommages importants aux bâtiments en cas d’alternance de périodes de sécheresse et de pluie. La totalité de la commune est en aléa moyen ou fort (75,2 % au niveau départemental et 48,5 % au niveau national). Sur les 135 bâtiments dénombrés sur la commune en 2019, 135 sont en aléa moyen ou fort, soit 100 %, à comparer aux 94 % au niveau départemental et 54 % au niveau national. Une cartographie de l'exposition du territoire national au retrait gonflement des sols argileux est disponible sur le site du BRGM,.

## Histoire
La commune provient de la réunion de deux villages, Escueillens et Saint-Just-de-Bellengard.

## Politique et administration

### Découpage territorial
La commune d'Escueillens-et-Saint-Just-de-Bélengard est membre de la communauté de communes du Limouxin, un établissement public de coopération intercommunale (EPCI) à fiscalité propre créé le 2 décembre 2016 dont le siège est à Limoux. Ce dernier est par ailleurs membre d'autres groupements intercommunaux.
Sur le plan administratif, elle est rattachée à l'arrondissement de Limoux, au département de l'Aude, en tant que circonscription administrative de l'État, et à la région Occitanie.
Sur le plan électoral, elle dépend du canton de la Piège au Razès pour l'élection des conseillers départementaux, depuis le redécoupage cantonal de 2014 entré en vigueur en 2015, et de la troisième circonscription de l'Aude  pour les élections législatives, depuis le redécoupage électoral de 1986.

### Liste des maires
| Période                                  | Période   | Identité    | Étiquette | Qualité |
| ---------------------------------------- | --------- | ----------- | --------- | ------- |
| mars 2001                                | mars 2008 | Joseph Ayax |           |         |
| mars 2008                                | En cours  | Didier Rieu | UMP       |         |
| Les données manquantes sont à compléter. |           |             |           |         |

## Population et société

### Démographie
L'évolution du nombre d'habitants est connue à travers les recensements de la population effectués dans la commune depuis 1793. Pour les communes de moins de 10 000 habitants, une enquête de recensement portant sur toute la population est réalisée tous les cinq ans, les populations de référence des années intermédiaires étant quant à elles estimées par interpolation ou extrapolation. Pour la commune, le premier recensement exhaustif entrant dans le cadre du nouveau dispositif a été réalisé en 2008.

En 2022, la commune comptait 151 habitants, en évolution de −6,79 % par rapport à 2016 (Aude : +2,65 %, France hors Mayotte : +2,11 %).
| 1793 | 1800 | 1806 | 1821 | 1831 | 1836 | 1841 | 1846 | 1851 |
| ---- | ---- | ---- | ---- | ---- | ---- | ---- | ---- | ---- |
| 245  | 275  | 285  | 249  | 265  | 318  | 335  | 300  | 327  |

| 1856 | 1861 | 1866 | 1872 | 1876 | 1881 | 1886 | 1891 | 1896 |
| ---- | ---- | ---- | ---- | ---- | ---- | ---- | ---- | ---- |
| 326  | 315  | 312  | 281  | 274  | 306  | 295  | 284  | 288  |

| 1901 | 1906 | 1911 | 1921 | 1926 | 1931 | 1936 | 1946 | 1954 |
| ---- | ---- | ---- | ---- | ---- | ---- | ---- | ---- | ---- |
| 276  | 289  | 254  | 218  | 225  | 249  | 256  | 233  | 242  |

| 1962 | 1968 | 1975 | 1982 | 1990 | 1999 | 2006 | 2008 | 2013 |
| ---- | ---- | ---- | ---- | ---- | ---- | ---- | ---- | ---- |
| 209  | 160  | 168  | 158  | 140  | 140  | 173  | 182  | 170  |

| 2018 | 2022 | - | - | - | - | - | - | - |
| ---- | ---- | - | - | - | - | - | - | - |
| 150  | 151  | - | - | - | - | - | - | - |

## Enseignement
Les enfants de la commune fréquentent l'école de Bellegarde-du-Razès.

## Économie

### Emploi
| Division       | 2008   | 2013   | 2018   |
| -------------- | ------ | ------ | ------ |
| Commune        | 4 %    | 16 %   | 17,6 % |
| Département    | 10,2 % | 12,8 % | 12,6 % |
| France entière | 8,3 %  | 10 %   | 10 %   |

En 2018, la population âgée de 15 à 64 ans s'élève à 85 personnes, parmi lesquelles on compte 78,8 % d'actifs (61,2 % ayant un emploi et 17,6 % de chômeurs) et 21,2 % d'inactifs,. En  2018, le taux de chômage communal (au sens du recensement) des 15-64 ans est supérieur à celui du département et de la France, alors qu'en 2008 la situation était inverse.
La commune fait partie de la couronne de l'aire d'attraction de Limoux, du fait qu'au moins 15 % des actifs travaillent dans le pôle,. Elle compte 32 emplois en 2018, contre 43 en 2013 et 30 en 2008. Le nombre d'actifs ayant un emploi résidant dans la commune est de 55, soit un indicateur de concentration d'emploi de 58,4 % et un taux d'activité parmi les 15 ans ou plus de 51,1 %.
Sur ces 55 actifs de 15 ans ou plus ayant un emploi, 22 travaillent dans la commune, soit 40 % des habitants. Pour se rendre au travail, 70,9 % des habitants utilisent un véhicule personnel ou de fonction à quatre roues, 12,7 % s'y rendent en deux-roues, à vélo ou à pied et 16,4 % n'ont pas besoin de transport (travail au domicile).

### Activités hors agriculture
30 établissements sont implantés  à Escueillens-et-Saint-Just-de-Bélengard au 31 décembre 2019. Le tableau ci-dessous en détaille le nombre par secteur d'activité et compare les ratios avec ceux du département,.
Le secteur des activités spécialisées, scientifiques et techniques et des activités de services administratifs et de soutien est prépondérant sur la commune puisqu'il représente 23,3 % du nombre total d'établissements de la commune (7 sur les 30 entreprises implantées  à Escueillens-et-Saint-Just-de-Bélengard), contre 13,3 % au niveau départemental.

### Agriculture
La commune fait partie de la petite région agricole dénommée « Razès ». En 2010, l'orientation technico-économique de l'agriculture  sur la commune est la production de céréales et oléoprotéagineux.
|                                   | 1988 | 2000 | 2010 |
| --------------------------------- | ---- | ---- | ---- |
| Exploitations                     | 13   | 11   | 11   |
| Superficie agricole utilisée (ha) | 473  | 309  | 388  |

Le nombre d'exploitations agricoles en activité et ayant leur siège dans la commune est passé de 13 lors du recensement agricole de 1988 à 11 en 2000 puis à 11 en 2010, soit une baisse de 15 % en 22 ans. Le même mouvement est observé à l'échelle du département qui a perdu pendant cette période 52 % de ses exploitations. La surface agricole utilisée sur la commune a également diminué, passant de 473 ha en 1988 à 388 ha en 2010. Parallèlement la surface agricole utilisée moyenne par exploitation a baissé, passant de 36 à 35 ha.

## Culture locale et patrimoine

### Lieux et monuments

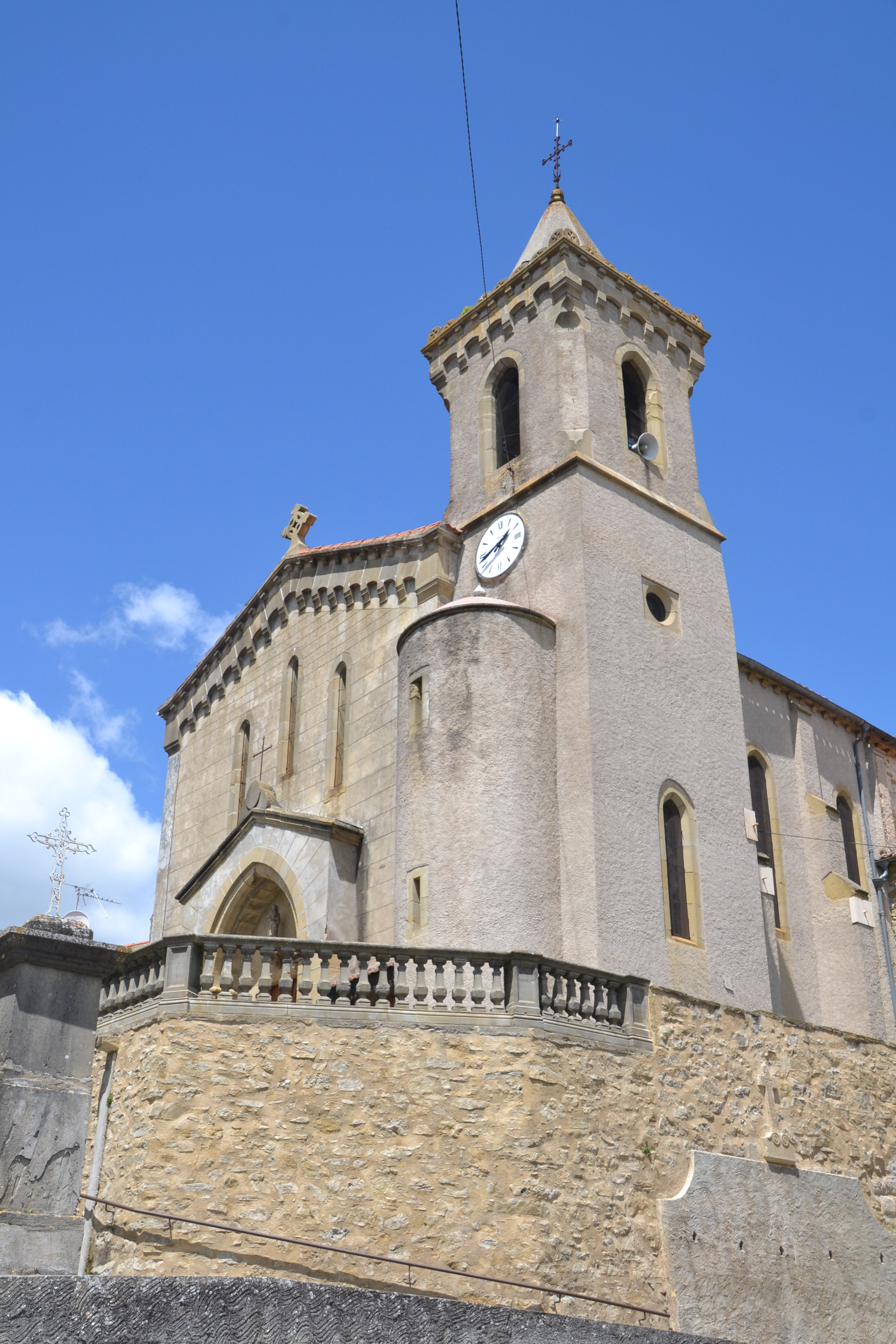
L'église.

- L'église Saint-Saturnin d'Escueillens. De style néo-gothique construite en 1870-1871.
- Église Saint-Just de Saint-Just-de-Bélengard
- Château d'origine féodale bien conservé au sommet de la colline avec une tour ronde à l’angle nord-ouest.

### Héraldique
| Blason de Escueillens-et-Saint-Just-de-Bélengard | Blason  | De sable à un écusson d'argent.                  |
| Blason de Escueillens-et-Saint-Just-de-Bélengard | Détails | Le statut officiel du blason reste à déterminer. |